# 鶴城駅 (咸鏡北道)
鶴城駅（ハクソンえき）は朝鮮民主主義人民共和国咸鏡北道金策市に位置する朝鮮民主主義人民共和国鉄道省平羅線の駅である。

## 歴史
- 1924年10月11日：農城駅として開業[1]。
- 日時不明：鶴城駅に改称。